# Rote Blätter
Die Roten Blätter (Eigenschreibung: rote blätter) waren ein monatliches Studenten-Magazin herausgegeben vom Marxistischen Studentenbund Spartakus. Es erschien von 8. Oktober 1971 bis zum Abbruch der Finanzierung der DKP und SEW, durch die SED Ende 1989 im Weltkreis-Verlag.

## Geschichte
Redaktionslinie waren das Programm, die Politik und Theorie des Marxistischen Studentenbundes Spartakus. Dieser gehörte zu den Befürwortern der Theorie des staatsmonopolistischen Kapitalismus. Doch auch mit linksradikal-maoistisch orientierten Gruppen wie Kommunistischer Bund Westdeutschland (KBW) und KPD/ML wurde eine Auseinandersetzung geführt. Seit den 1970er Jahren standen die soziale Situation der Studentenschaft, das Eintreten für das politische Mandat der studentischen Selbstverwaltungsorgane sowie eine Politik der gewerkschaftlichen Orientierung („GO-Politik“) der Studentenbewegung im Vordergrund der Berichterstattung.
Zeitweise kooperierten die Roten Blätter mit der Jugendzeitschrift Elan der Sozialistischen Deutschen Arbeiterjugend (SDAJ).

## Struktur
Chefredakteure waren
- Manfred Confurius
- Alexander Goeb
- Franz Hutzfeld bzw. Sommerfeld
- Roland Lang
- Reiner Oltmanns
- Hartmut Schulze
- Jerry Sommer

Autoren waren u. a.
- Oskar Neumann
- Werner Rügemer
- Christoph Strawe